# Concha (color)

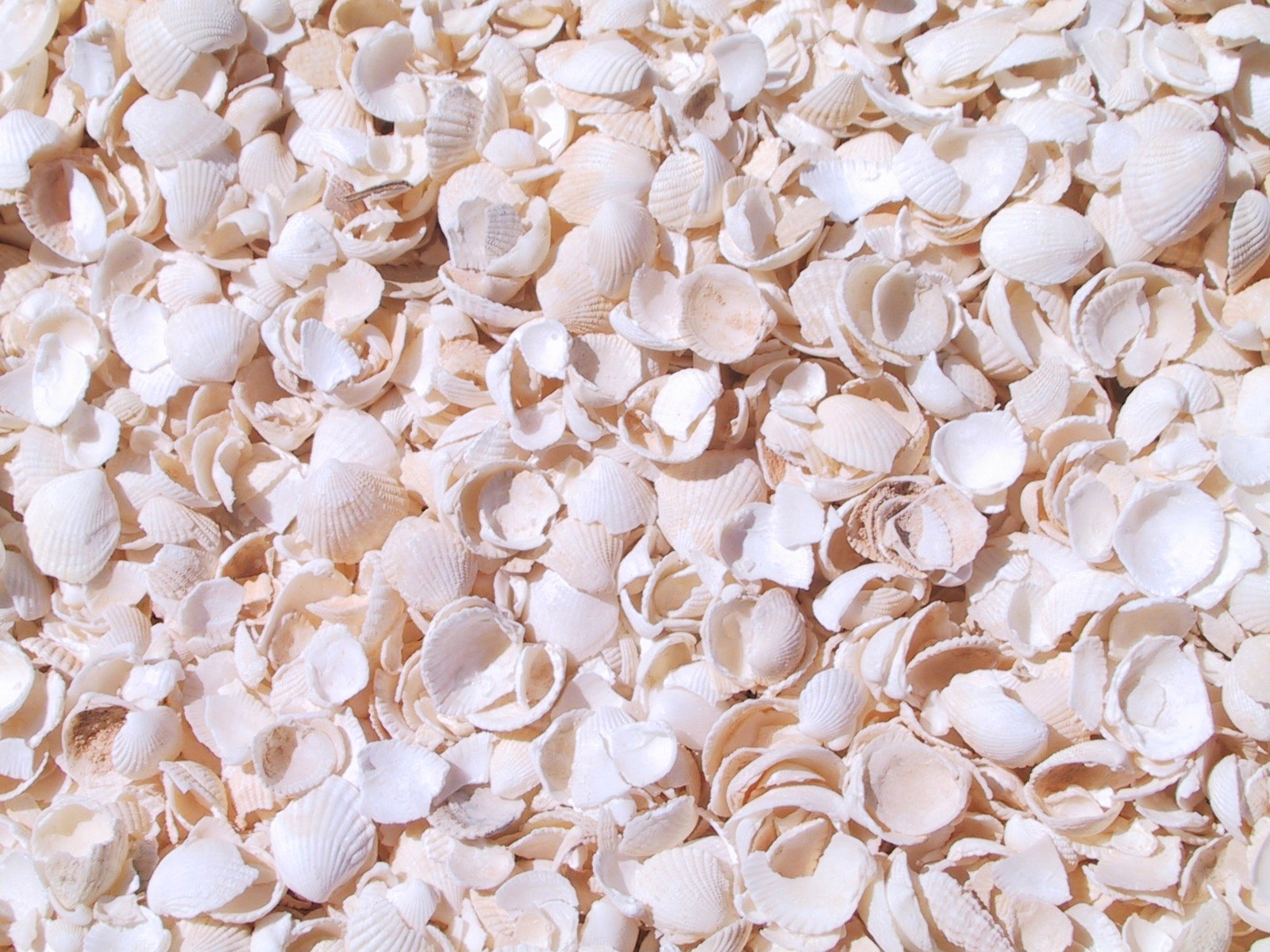
Las conchas vienen en muchos colores, incluyendo el color rosado claro discutido aquí.

Concha es un matiz del rosado o un blanco rosado  que se asemeja al color de la concha de varios moluscos en la naturaleza.

## Color web
Los colores web establecidos por protocolos informáticos para su uso en páginas web incluyen el color concha que es un tipo de blanco y se muestra debajo. 
|           | Concha (Seashell) |
| HTML      | #FFF5EE           |
| RGB       | (255, 245, 238)   |
| HSV       | (25°, 7 %, 100 %) |
| Protocolo | X11               |